# Bruno Barthel

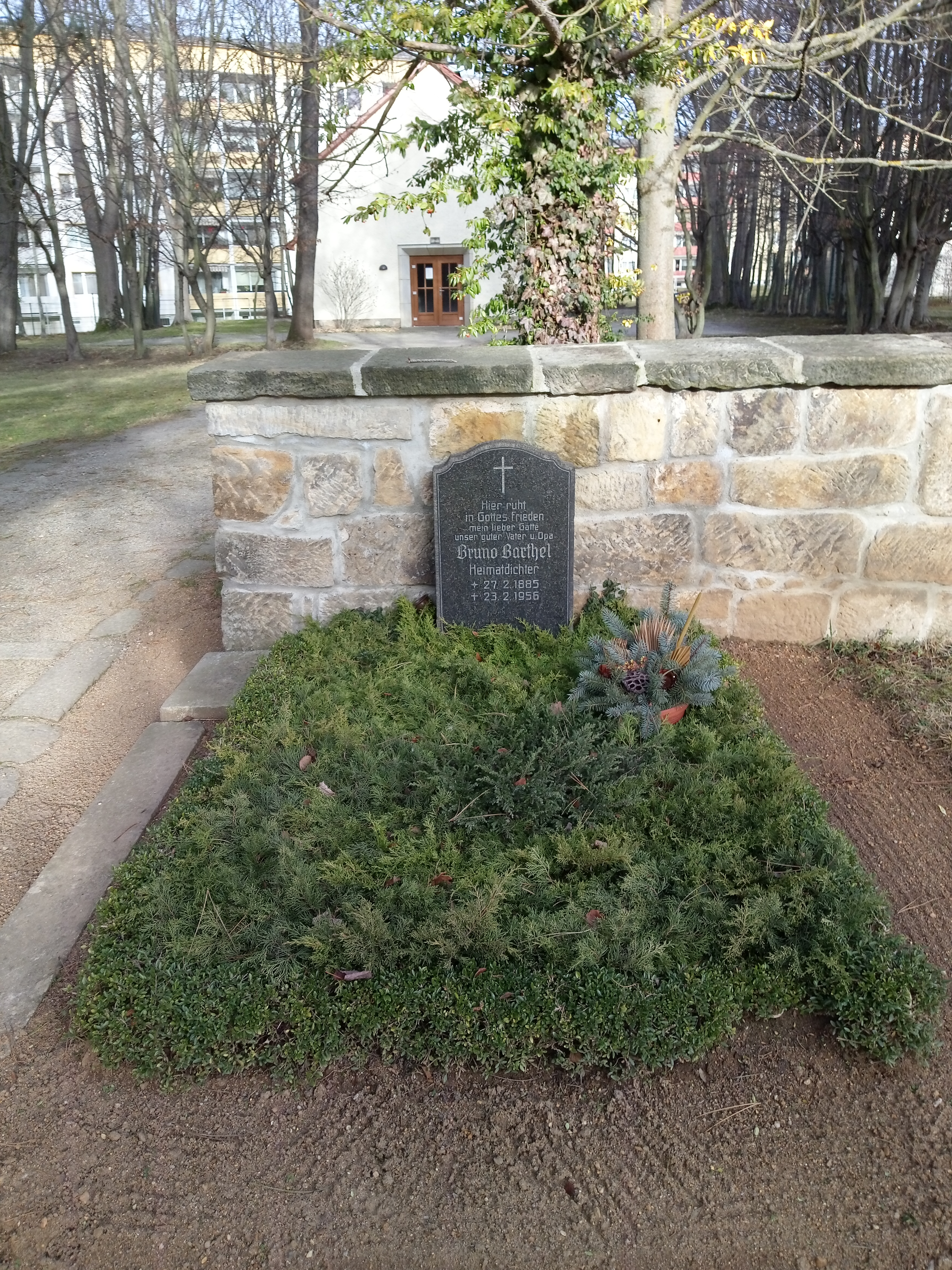
Grabstelle auf dem Lohmener Kirchfriedhof

Bruno Barthel (* 27. Februar 1885 in Lohmen; † 23. Februar 1956 ebenda) war ein sächsischer Mundartdichter und Heimatforscher.

## Leben

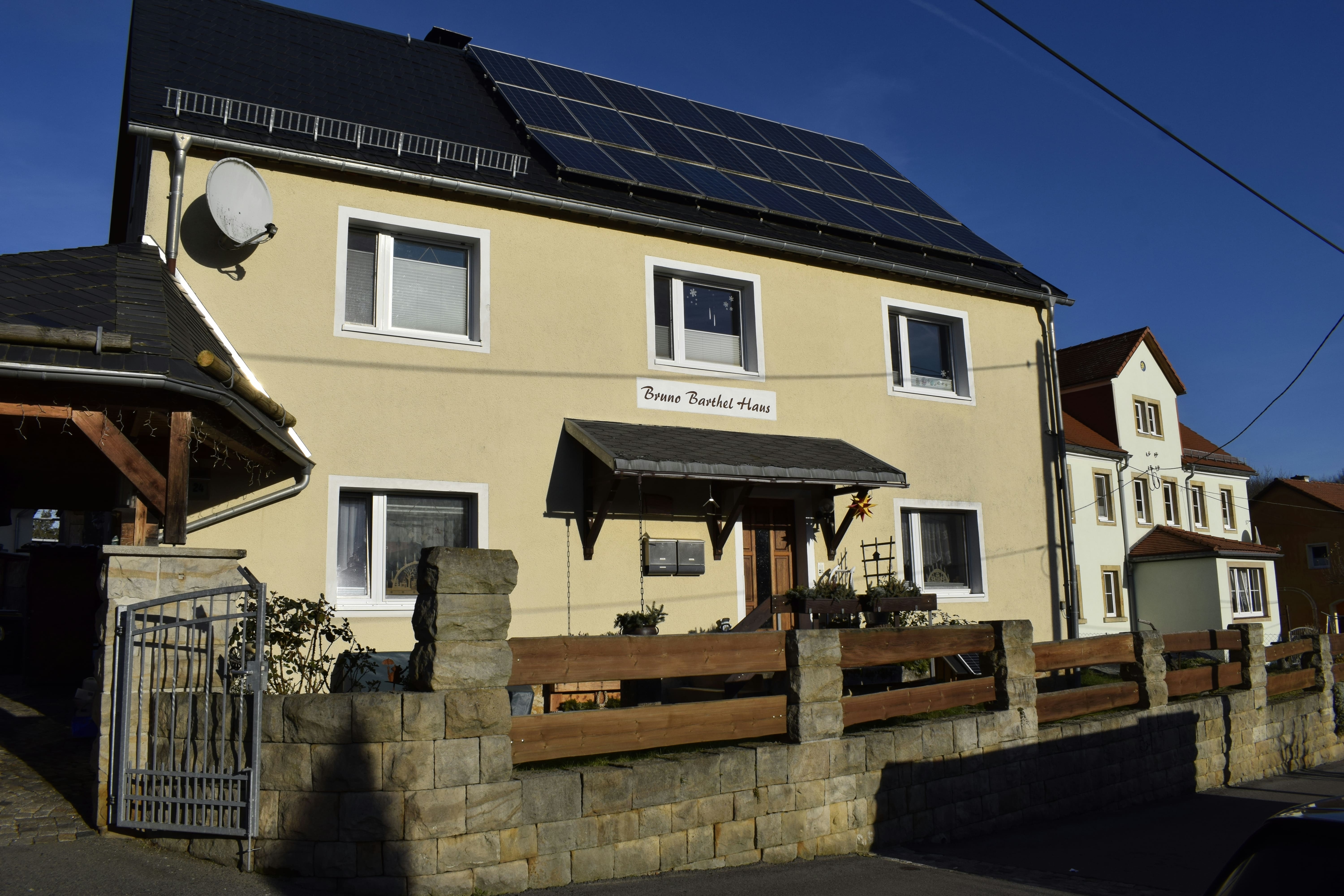
Bruno-Barthel-Haus in Uttewalde. Wohnhaus in dem Bruno Barthel lange lebte.

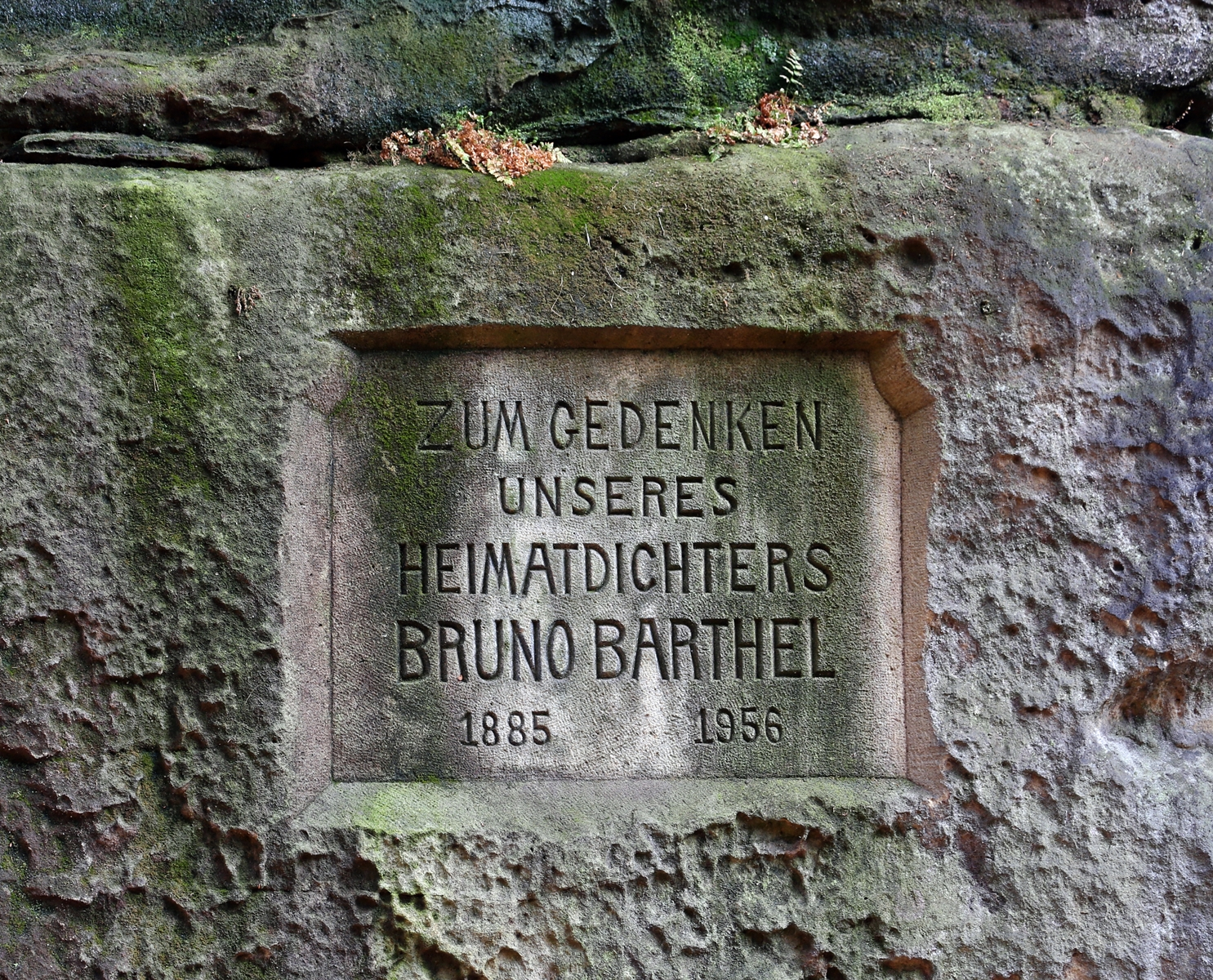
Gedenktafel für Bruno Barthel im Uttewalder Grund

Bruno Barthel wurde als Sohn eines Steinbrechers geboren. Er wuchs mit 13 Geschwistern zunächst in Lohmen, später im benachbarten Uttewalde in der Sächsischen Schweiz auf. Nach seiner Schulzeit arbeitete er als Knecht und Kuhjunge, später als Hausbursche und Hoteldiener in Bad Schandau, und als Fabrikarbeiter und Straßenkehrer in Dresden.
Im Ersten Weltkrieg verlor er drei Brüder. Der Krieg prägte ihn nachhaltig, sodass er wieder zurück ins Elbsandsteingebirge zog. Er arbeitete wie sein Vater als Steinbrecher und beschäftigte sich viel mit Botanik, Geologie, Zoologie, Regionalgeschichte und Mundart seiner Heimat. Zunehmend widmete er sich der schriftstellerischen Arbeit. Bruno Barthel starb 1956 vier Tage vor seinem 71. Geburtstag. Sein Grab befindet sich auf dem Lohmener Friedhof.
Nach seinem Tod wurde der Bruno-Barthel-Weg, ein Wanderweg, der von Uttewalde durch den heutigen Nationalpark Sächsische Schweiz nach Rathewalde führt, nach ihm benannt. Einen anderen Bruno-Barthel-Weg, benannt nach dem Lehrer und Heimatforscher Bruno Barthel (1856–1933) gibt es in Großdrebnitz in der Oberlausitz.

## Schriftstellerisches Wirken
Das bekannteste Buch von Bruno Barthel, Im di Bastei rim („Um die Bastei herum“), welches in seiner ersten Fassung 1935 erschien, enthält in sächsisch-oberlausitzer Mundart geschriebene Geschichten, die vom Leben und den Bräuchen der einfachen Leute in seiner Heimat handeln.
Im posthum erschienenen Buch Von den Steinbrechern im Elbsandsteingebirge beschreibt Bruno Barthel das Leben und die Arbeit der Steinbrecher in den Sandsteinbrüchen.

## Bücher
- Im di Bastei rim. J. Beltz, Langensalza/Berlin/Leipzig 1935. Neuausgabe: Hofmeister VEB, Leipzig 1955 und 1968.
- Der Dickkopf. Ein Laienspiel. Mitteldeutscher Verlag, Halle (Saale) 1951.
- Von den Steinbrechern im Elbsandsteingebirge: ein Beitrag zu einer Volkskunde der Steinarbeiter. Herausgegeben vom Deutschen Kulturbund, 1959.